# 71001 Natspasoc
71001 Natspasoc è un asteroide della fascia principale. Scoperto nel 1999, presenta un'orbita caratterizzata da un semiasse maggiore pari a 2,6111926 UA e da un'eccentricità di 0,0859139, inclinata di 15,43410° rispetto all'eclittica.
L'asteroide è dedicato alla  National Space Society, un ente senza fini di lucro che sostieni progetti per l'esplorazione dello spazio.